# Yank, the Army Weekly
Yank, the Army Weekly fue un semanario publicado por el ejército de los Estados Unidos durante la Segunda Guerra Mundial. La primera edición fue publicada el 17 de junio de 1942.
Fundada y editada por el mayor Hartzell Spence (1908-2001), la revista fue escrita únicamente por soldados y sus destinatarios eran los soldados, marineros y soldados de aviación que servían en ultramar. Se publicó en dependencias situadas en distintas partes del globo —Gran Bretaña, el Mediterráneo, Europa Continental y Pacífico Oeste— con un total de 21 ediciones en 17 países. Yank fue la revista militar con la vida más larga de la historia de Estados Unidos, llegando a tener una tirada de 2,6 millones de ejemplares en todo el mundo. Cada uno costaba cinco céntimos de dólar. Los distintos números de la revista eran editados en Nueva York, desde donde se enviaban para ser impresos a distintos lugares del mundo. Allí los editores añadían historias de carácter local. El último número salió a luz en diciembre de 1945. Scott Corbett (posteriormente conocido como escritor de novelas para niños) sirvió como el último editor de la revista.

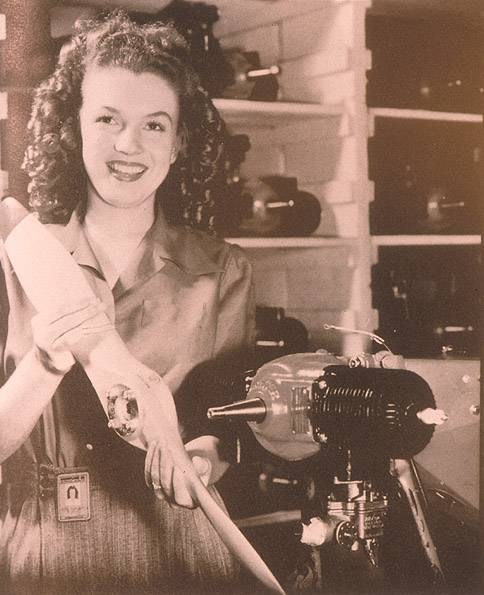
Marilyn Monroe.

Dibujantes como Robert Greenhalgh y Howard Brodie trabajaron para la revista que también contaba con los personajes de cómic "G.I. Joe" de Dave Breger y "Sad Sack" del sargento George Baker. El célebre artista y autor Jack Coggins estuvo dos años en Yank, primero en Nueva York y después en Londres; durante este tiempo hizo ilustraciones y artículos para más de 24 números.
Una de las cosas que más subía la moral de los soldados era la inclusión de una pin-up ligera de ropa en cada entrega. Muchas de estas chicas fueron grandes estrellas de los escenarios o de las pantallas en su época.

## Marilyn Monroe en Yank
El número del 2 de agosto de 1945 tenía un artículo sobre la contribución de las mujeres al esfuerzo de guerra, y la portada de Yank mostraba a la entonces desconocida Marilyn Monroe (con el nombre de Norma Jeane Dougherty) en la línea de montaje de la fábrica de municiones Radio Plane en Burbank (California). Para la entonces esposa del marino mercante James Dougherty, la foto le abrió las puertas del éxito a la que sería una de las más famosas actrices en la historia de Hollywood.